# Jilm
Jilm (Ulmus), zastarale břest, je rod opadavých anebo částečně opadavých listnatých stromů nebo keřů z čeledi jilmovité (Ulmaceae). Zahrnuje asi 35 druhů rostoucích v severním mírném pásmu, Asii a Střední Americe. Jilmy se podle všeho mohou dožívat až 400 let (uváděno i 500 let).

## Jméno
Jméno jilm, ve staročeštině také jilem, do staroslověnštiny proniklo jako ilьmъ nebo do praslovanštiny jako *jьlьmъ nejspíše ze starohornoněmeckého elm-boum přes středohornoněmecké elme, ilme. Starohornoněmecká varianta z pragermánského *elmaz. Pragermánská a latinské ulmus z praindoevropského kořene *el- (hnědý, červený) nebo *ol- (žlutohnědý, srov. olše). Starší pojmenování jilmu – břest – postupně vymizelo. Pochází ze staročeského břěst, ze staroslověnského brêstъ, z berst-. Břest souvisí se slovem bříza. Dále souvisí s německým slovem Borke, kůra. Ve staročeštině se pro jilm někdy také užívalo slovo vaz (vaz, šlacha, jilm), někdy také jen pro jilm vaz, dnes už pouze pro něj. Pochází z praslovanského *vęzъ souvisejícího s vážností, ne s vázat, srov. např. s polským wiąz (jilm), s ruským вяз (jilm) atd.
Z názvu stromu jilm vzniklo pojmenování pro město Jilemnice a z archaického synonyma břest názvy pro obce Bříství, Břešťany, Bříšťany, Břístev a Břest v okrese Kroměříž.

## Historie
Jilmy se poprvé objevují již krátce po velkém vymírání na konci křídy, které se odehrálo asi před 66 miliony let. Prokazatelní zástupci pak zřejmě existovali už v období miocénu, tedy asi před 40 miliony let. Původně pochází ze střední Asie, ovšem nyní jej můžeme najít po celé severní polokouli až po rovníkovou Indonésii.
V Evropě se jilmy rozšířily již v třetihorách. Zalednění přežily v několika útočištích na jihu a jihovýchodě Evropy. Na dnešním českém území se objevily asi před 12 000 lety (v nejjižnější části Třeboňské pánve a na jižní Moravě) a před 10 000 lety se již začínají jako první dřevina smíšených teplomilných listnatých lesů velmi rychle šířit po celé Evropě, a to přibližnou rychlostí 1 kilometru za rok.
Během 19. a začátkem 20. století bylo mnoho druhů a odrůd pěstováno v Evropě, Severní Americe a zčásti na jižní polokouli, jmenovitě v Australoasii. Během 18. a 19. století se kultivary jilmu těšily v Evropě velké popularitě jako okrasná rostlina, zejména díky jejich rychlému růstu a rozmanitosti forem. Toto období trvalo až do první světové války, kdy důsledky devastace (především v Německu) a vypuknutí houbové choroby grafiózy jilmů způsobily jejich rychlý a masivní ústup.[zdroj⁠?!]

## Popis

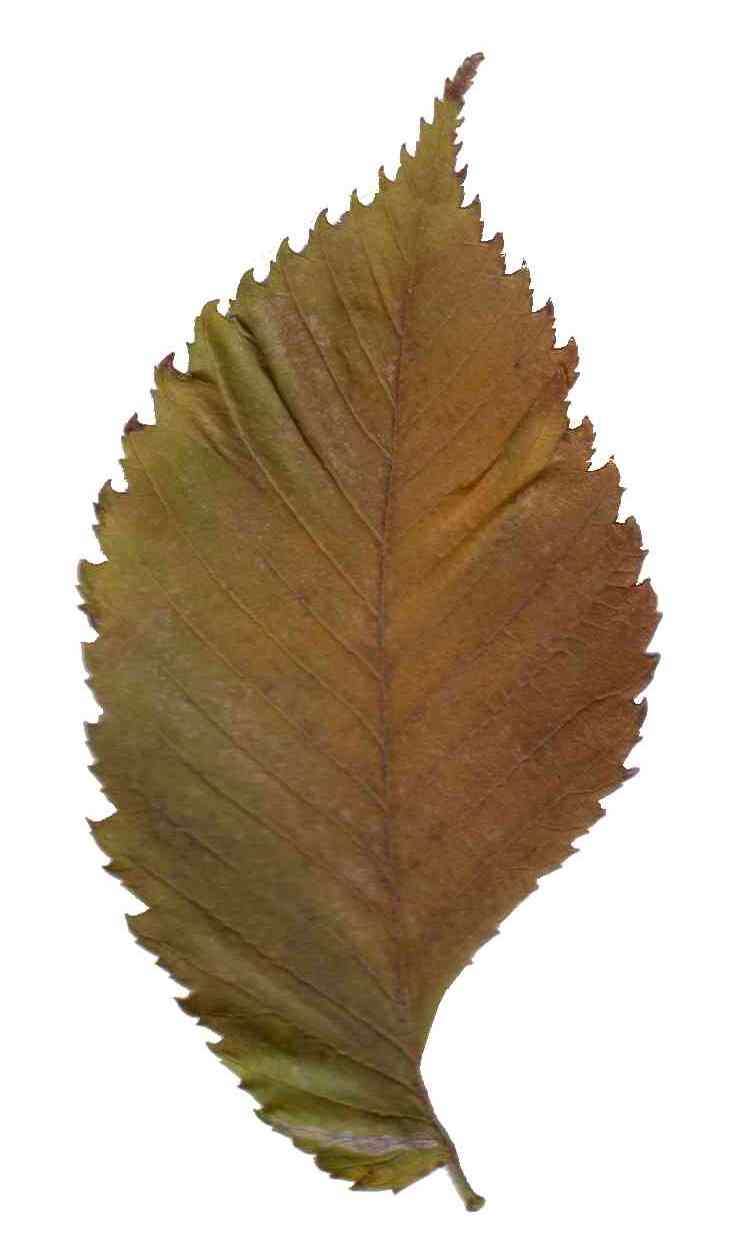
List jilmů je asymetrický

Kmen jilmů je kryt zpravidla tmavou, rozpraskanou borkou. Pupeny jilmů bývají špičaté, kryté větším počtem šupin. Listy jilmů jsou střídavé, drsné, porostlé štětinami, jednoduché, jednou nebo dvakrát hlouběji rýhované, se zpeřenou žilnatinou. Listy jsou proměnlivé co do tvaru i barvy podle stupně jejich vývoje a podle místa, kde na rostlině vyrůstají. Podle listu lze jilm snadno odlišit od ostatních rostlin: jejich listy jsou obvykle s asymetrickými základy (list je asymetrický), čepel na straně orientované k vrcholu větve je větší a delší. Tento znak je tak typický, že jilm tak lze snadno rozeznat od jiných druhů opadavých dřevin. Listy vhodné k určování dřeviny je vhodné odebírat ze spodní části koruny stromu nebo keře.

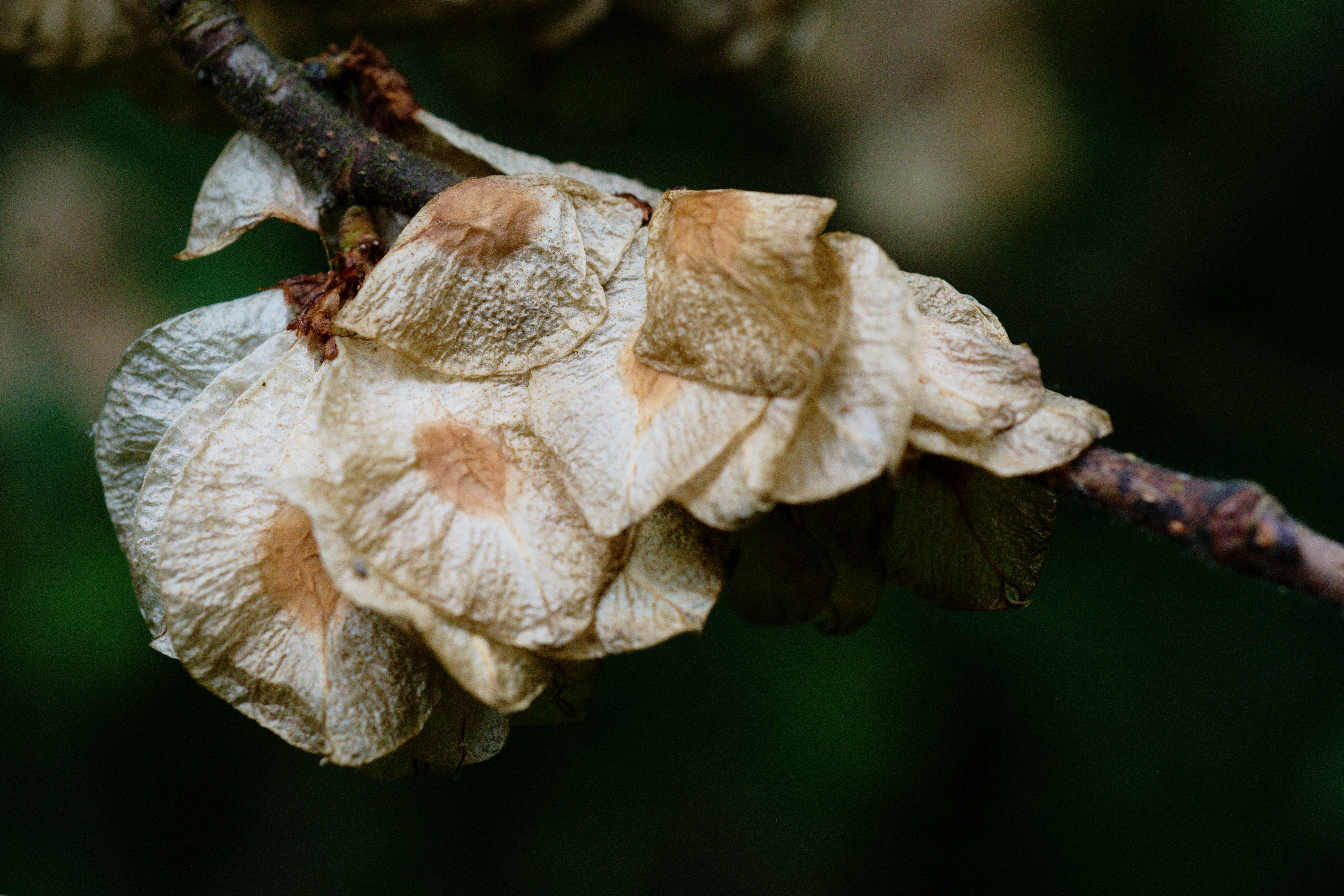
Jilmové plody

Jilmy jsou oboupohlavné, kvetou před olistěním. Jsou opylovány větrem (větrosnubné) nebo i hmyzem. Barevné, téměř nápadné dlouze stopkaté květy jsou staženy do vrcholíku. Květ se zelenými, nafialovělými obrvenými okvětními lístky, které jsou srostlé, nese nápadně fialové prašníky a dvě blizny. Plody, okrouhlé křídlaté nažky, jsou roznášeny větrem.[zdroj?]

## Choroby a škůdci
Jilmy rostoucí v Evropě silně poškodila houbová choroba grafióza. Pěstované keřovité formy mimo ni často decimují sáním roztoči (sviluška).

### Grafióza

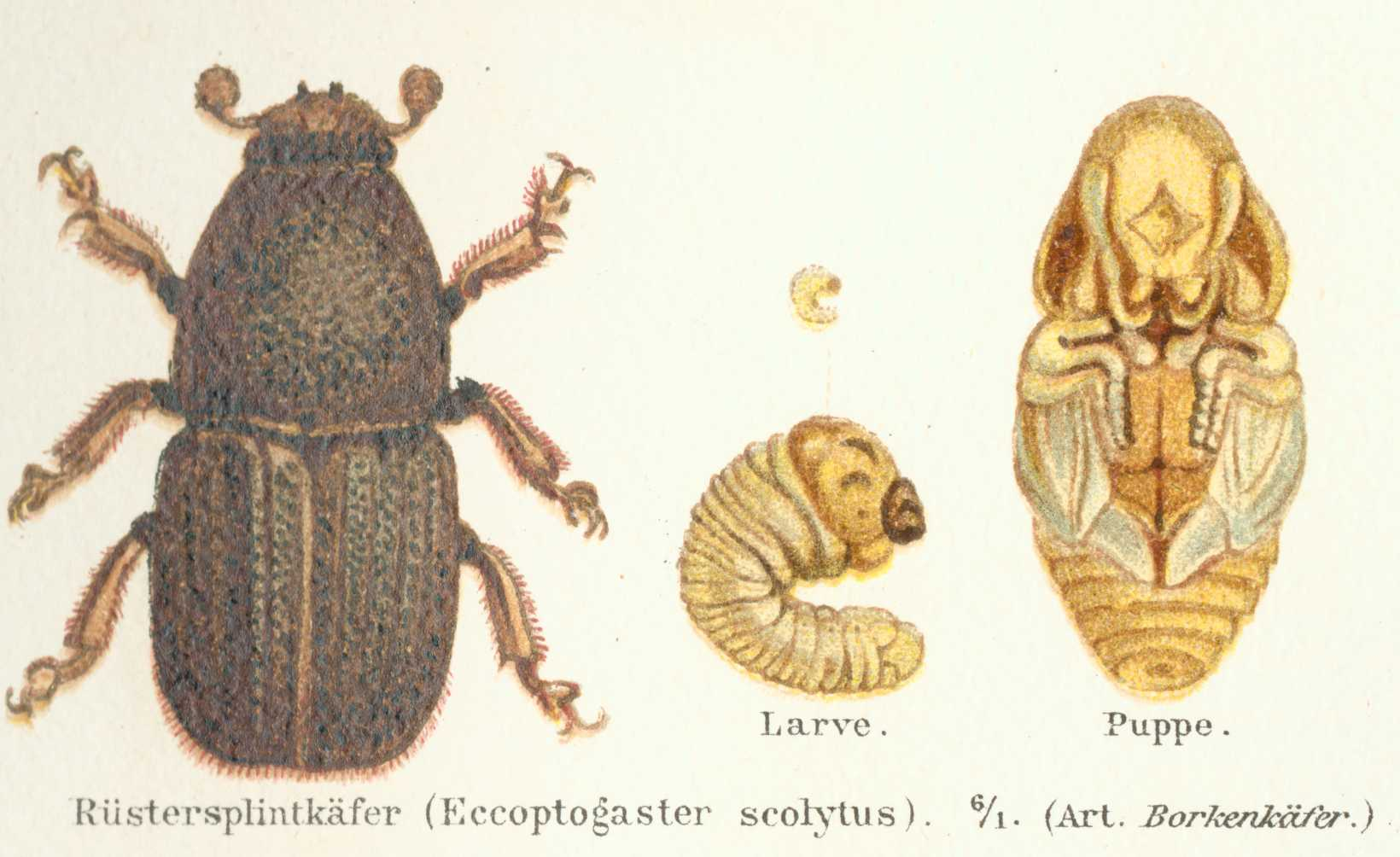
Bělokaz pruhovaný (Scolytus scolytus), brouk přenášející zhoubnou grafiózu jilmů

V Česku se grafióza jilmu objevila již koncem 20. let 20. století. Jako první upozornil na výskyt grafiózy prof. Peklo, který toto onemocnění našel v jilmových alejích v Praze a v Poděbradech. Způsob přenosu choroby byl dlouho předmětem dohadů a pěstitelům po celé Evropě náhle hynuly aleje a parky před očima. Rychlost postupu nákazy byla dlouho nevysvětlena, předpokládalo se, že ji mohou přenášet mšice. Dnes je známo, že chorobu přenáší brouk bělokaz pruhovaný.
Samotná choroba je způsobená houbou Ceratocystis ulmi (synonymum Ophiostoma ulmi). Epidemie pochopitelně vyvolala pokles zájmu o pěstování jilmů. Ničení během druhé světové války a zejména zánik obrovské zahradnické firmy Späth v Berlíně, která vypěstovala desítky původních kultivarů, urychlilo vyřazení jilmů z používaného sortimentu dřevin. Vypuknutí nové, zdaleka více nebezpečné choroby, grafiózy jilmu Ophiostoma novo-ulmi na konci šedesátých let učinilo z jilmů během dvaceti let ohroženou a vzácnou dřevinu. Prakticky od začátku epidemie grafiózy se pěstitelé pokoušeli vyšlechtit odolného křížence, což se po čase podařilo. Například v roce 1997 v US National Arboretum byl vyšlechtěn rezistentní jilm (Valley Forge jilm), který je rezistentní k holandské chorobě.
Sbírka jilmů v Mortonském Arboretu obsahuje mnoho vzácných jilmů, z nichž asijské daly důležitý genetický základ k vyšlechtění a výběru hybridů rezistentních ke grafióze. Do přírody se také vracejí odolnější původní druhy. Příčinou, proč dochází k návratu jilmů (např. Ulmus glabra) do krajiny, je patrně přežití přirozeně rezistentních rostlin a snad i jiná houbová choroba, která posiluje rezistenci proti smrtící grafióze.

## Obsah látek

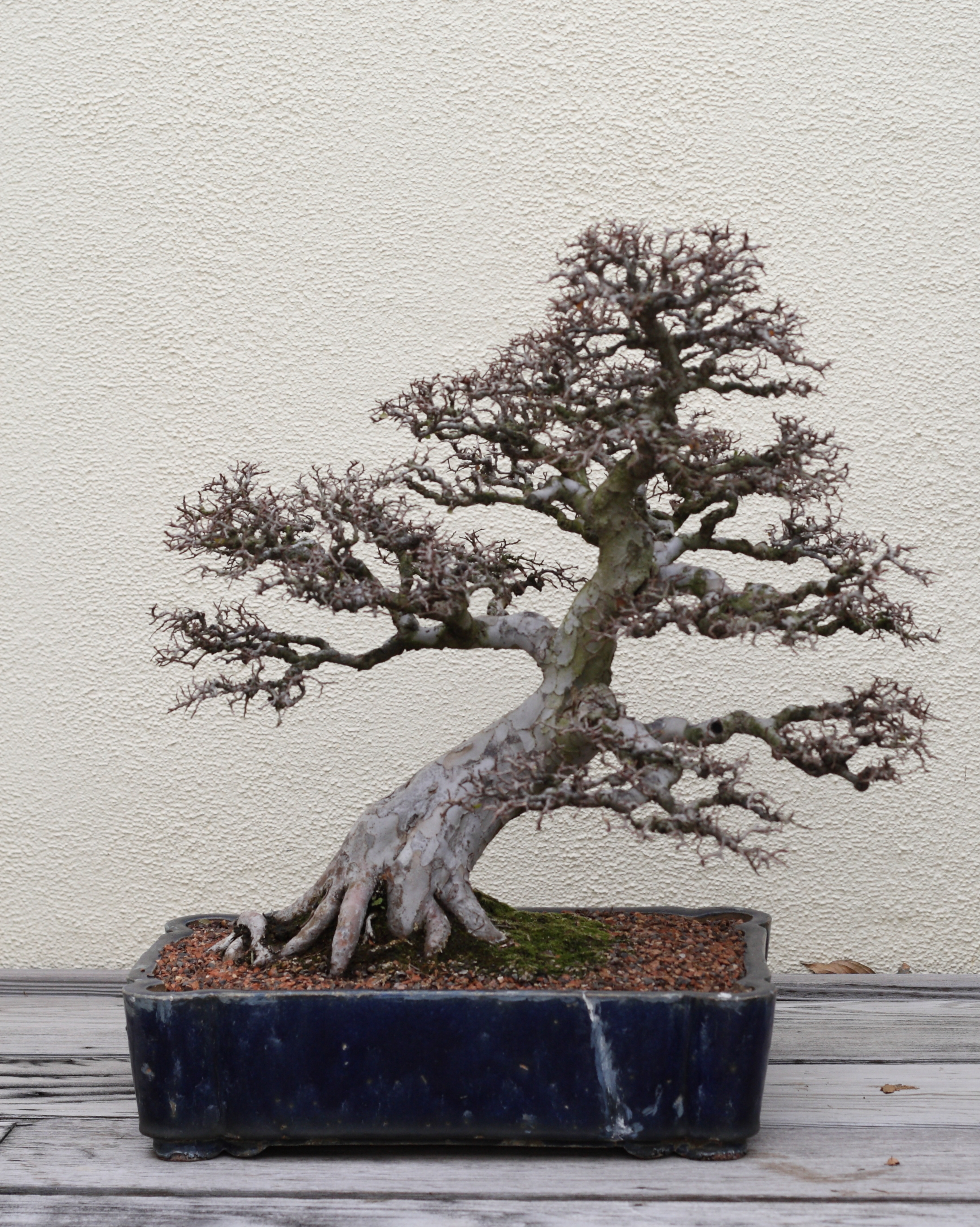
Jilm (Ulmus parvifolia), bonsai, National Bonsai & Penjing Museum v United States National Arboretum.

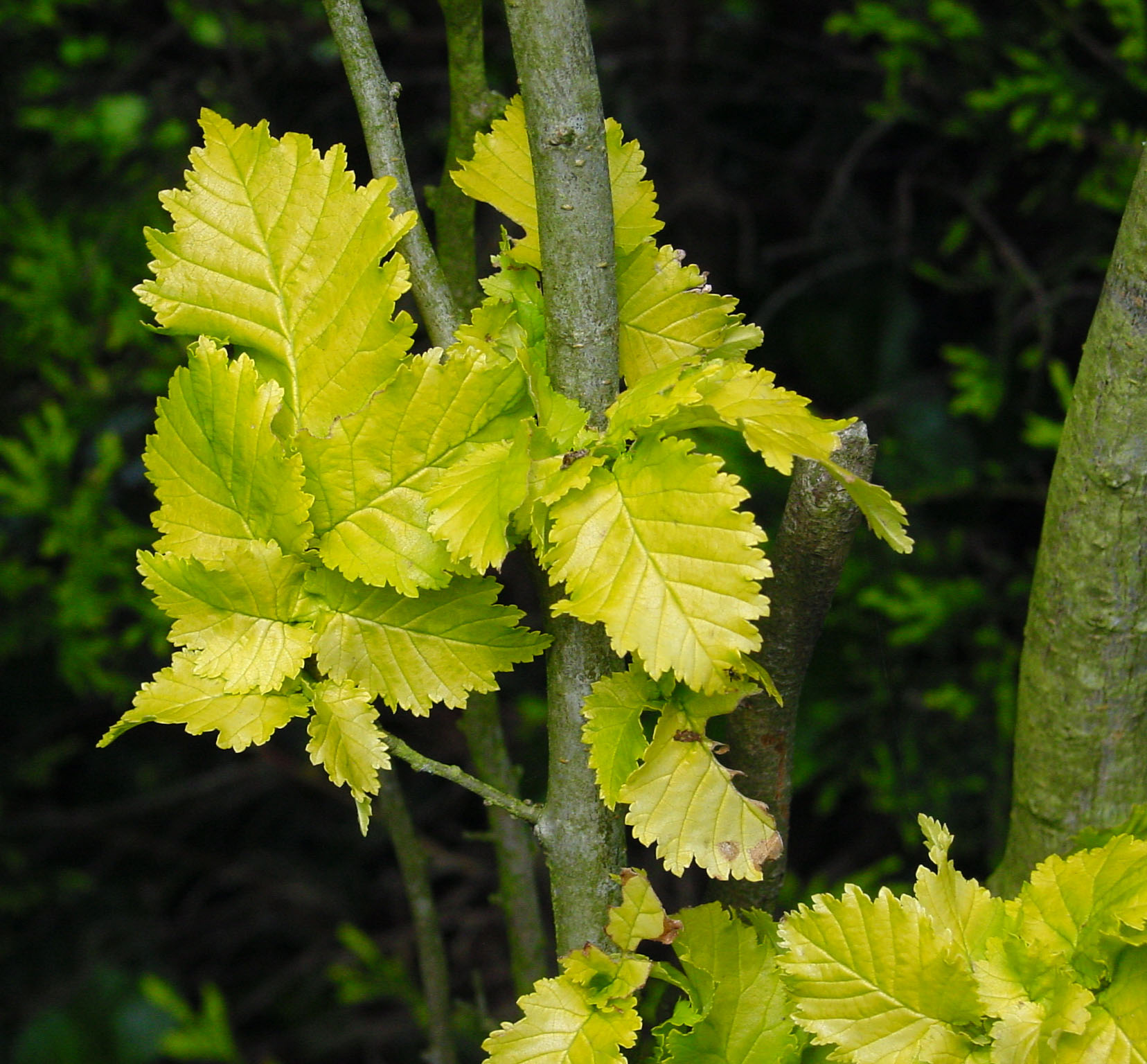
Ozdobný kultivar jilmu (Ulmus x hollandica 'Wredei)

Kůra obsahuje spektrum vitamínů a minerálů:
- B vitamíny,
- vitamín A, stopy vitamínu E, vitamín K
- selen a hořčík.[16]

## Použití

### Léčebné účinky
Odvar z kůry jilmů se používá při průjmu a popraskání kůže, mimo to působí i svíravě a protizánětlivě, užívá se při poruchách trávení, při dyspeptických potížích nebo při překyselení žaludku, zevně ji lze použít při ekzémech a alergických kožních onemocněních, hnisavých kožních zánětech nebo na hemoroidy, ve formě kloktadla pak při zánětech dutiny ústní a hrtanu.
Kůra jilmu (Ulmus fulva) se používá v alternativním a lidovém léčitelství v mnoha zemích, v USA se nazývá se Slippery elm bark, pro účinek proti mnoha bolestivým stavům.

### Mytologie a symbolika
Ve starověku byl tento strom symbolem smrti. V USA je jilm symbolem svobody. Ve starověké Mezopotámii byl jilm kosmickým stromem. Lidé, kterým je přisuzováno znamení jilmu podle keltských znamení, jsou prý schopni velmi pečlivě plánovat, jsou rozvážní a předvídaví,, jdou rádi vlastní cestou, zasluhují se o výjimečné činy, jsou také arogantní, ale neodolatelní pro opačné pohlaví. Měsíc jilmu je listopad.
Ve starých severských zemích, (spisy Edd) je zaznamenáno, že muž byl stvořen z jasanu a z jilmu žena (Jméno ženy – Emila – je odvozeno z Almya, což je jilm). Jilm byl uctíván jako jeden z Varträd – strážce domu a dvora, ale také je branou mezi světem lidí a přírodních andělů.
 V západních kulturách je jilm nazýván elfím stromem. Je branou do světa pohádek. Často stojí na rozcestích, odkud se dostanete do říše pohádek.
V roce 1188 se zapsalo do dějin skácení majestátního jilmu v Gisors, které bylo provázeno zázračným úkazem. Louis Régnier v "Histoire de Gisors" píše, že v oblasti Capville byl starý majestátní jilm hlavní atrakcí města. Peter z Tarantaise zde konal zázraky. Králové sedávali ve stínu zmíněného jilmu. Arcibiskup z Tyre odtud horlivě kázal. Smířili se zde nepřátelé Filip II. August a Jindřich II. Plantagenet. Na místo pokáceného jilmu byl zasazen kříž. Symbolem bylo i jeho "...pokácení na příkaz krále Filipa Augusta, který tím chtěl zpřetrhat vazby s anglickou rodinou Plantegenetů... "
"Asi 300 let byl jeden... ...u Richmondu v Anglii známý jako Královnin jilm..." V Richmondu stále roste jilm, pod kterým podle legendy našla úkryt královna Elisabeth. Prastarý dubový a jilmový les Epping Forest v jihozápadním Essexu je největším veřejným prostranstvím ve velkém Londýně.
Jilm je státní strom amerických států Massachusetts a Severní Dakoty.

### Zahradnictví
Jilmy byly a budou oblíbenými okrasnými stromy a keři. Řekové a Římané jilmy vysazovali na hřbitovech. Rostliny jsou cenné listem, zejména barevné kultivary.

### Využití dřeva
Jilmy mají kvalitní, pevné kruhovitě pórovité dřevo. Dřevo je dobře ohebné a nesnadno se štípe. Jilm polní má bělové dřevo nažloutle bílé až šedé, běl úzká až široká; jádrové dřevo čokoládově hnědé. Světle hnědé má jilm horní. Textura je fládrovaná (tangenciální řez), pruhovaná (radiální řez), hrubě rýžkovaná, lesklá, velmi dekorativní.
Ve staré Anglii z jilmového dřeva byly vyráběny rakve. Jilmové dřevo je trvanlivé, bývá využíváno ve stavebnictví, kolářství a k výrobě zejména ohýbaného nábytku. Před příchodem štětinových terčů se terče vyráběly z jilmového dřeva. Jilmové dřevo je jedním z nejvhodnějších materiálů k výrobě kvalitniho luku.

## Pěstování
Jilmy patří mezi stromy rychle rostoucí, v deseti letech měří 2–5 m, ve třiceti 7–12 m a ve čtyřiceti 10–16 m. Jilmy rostou dobře na většině půd, mimo evropského druhu jilmu, jilmu vazu (Ulmus laevis), který vyžaduje propustné, přiměřeně vlhké půdy. Snášejí zakouřené ovzduší, okusem příliš netrpí. Jilmy se množí dobře vegetativně, ale v některých zemích je vegetativní množení dokonce zakázáno pro možný přenos grafiózy. Jilm holandský (Ulmus holandica) je možné množit křížením, kultivary roubovat na kuří nožku. Generativní množení je také možné – semena jsou sbírána co nejdříve po opadu. Počet semen na kilogram je 65–99 tisíc, neboli hmotnost 1000 semen (HTS) = 13 gramů. Jilm habrolistý (suché semeno) je doporučeno vysít do 24 hodin po sběru. Semeno vzejde do 15 dnů. Výška zásypky (hloubka výsevu) se doporučuje 6,5 mm.

## Druhy jilmů
Do rodu jilm se řadí dle různého taxonomického pojetí 20 až 45 druhů. Velké rozpětí tohoto čísla je způsobeno obtížným vymezením jednotlivých druhů. Jilmy se snadno kříží s uměle pěstovanými druhy, což vede ke vzniku mnoha nových, lokálně žijících hybridů.
- „Horské jilmy“ – kvetou na jaře; květy přisedlé; listy velmi drsné
  - Ulmus bergmanniana – východní Asie
  - Ulmus castaneifolia
  - Ulmus changii
  - Ulmus chumlia
  - Ulmus elongata
  - Ulmus gaussenii
  - Ulmus glabra – jilm horský, Evropa, západní Asie
  - Ulmus glaucescens
  - Ulmus laciniata – východní Asie
  - Ulmus lamellosa
  - Ulmus macrocarpa – severovýchodní Asie
  - Ulmus mexicana
  - Ulmus microcarpa
  - Ulmus prunifolia
  - Ulmus rubra – jilm hladký nebo též červený, východ Severní Ameriky
  - Ulmus uyematsui
  - Ulmus wallichiana – jilm himálajský
- „Polní jilmy“ – kvetou na jaře; květy přisedlé; listy obvykle hladké
  - Ulmus canescens – jihovýchodní Evropa
  - Ulmus chenmoui
  - Ulmus davidiana – Čína
  - Ulmus harbinensis
  - Ulmus ismaelis
  - Ulmus lanceifolia
  - Ulmus minor – jilm polní, Evropa
  - Ulmus pseudopropinqua
  - Ulmus pumila – jilm sibiřský, severní Asie
  - Ulmus szechuanica
  - Ulmus villosa – Himálaj
- „Jilmy bílé“ – kvetou na jaře; květy stopkaté
  - Ulmus alata – jilm křídlatý
  - Ulmus americana
  - Ulmus laevis – jilm vaz, Evropa, zvláště západní, lužní lesy
  - Ulmus thomasii
- „Jilmy kvetoucí na podzim“
  - Ulmus crassifolia
  - Ulmus parvifolia – jilm čínský
  - Ulmus serotina
- Hybridy a kultivary
  - Ulmus angustifolia – Francie (Bretaň), Anglie (Hampshire); místně endemický druh
  - Ulmus japonica – jilm japonský, východní Asie
  - Ulmus plottii – Anglie, místně endemický
  - Ulmus procera